# Pentabrachion reticulatum
Pentabrachion reticulatum är en emblikaväxtart som beskrevs av Johannes Müller Argoviensis. Pentabrachion reticulatum ingår i släktet Pentabrachion och familjen emblikaväxter. Inga underarter finns listade i Catalogue of Life.